# Adam Wylie
Adam Wylie (San Dimas, California; 23 de mayo de 1984) es un actor estadounidense.

## Biografía
Es bastante conocido por su papel en la serie de televisión Picket Fences. También ha trabajado exhaustivamente en su voz para dibujos animados, y en 2002 apareció en Into de Woods (de Stephen Sondheim).
Adam ha aparecido en más programas de televisión tales como Boy Meets World, Sliders, Touched by an Angel, Ed, Las chicas Gilmore y MTV Undressed, como en tantos otros como artista invitado.
La voz de Wylie ha estado presente en los dibujos animados de Batman Beyond, Hey Arnold!, Pepper Ann, As Told By Ginger y Midnight Club II.
La primera película de Wylie fue en Child's Play 2, y también ha tenido roles principales en Kindergartden Cop, Santa With Muscles, Under Wraps y Children of the Corn V